# 강릉 보광리 분청자요지
강릉 보광리 분청자요지(江陵 普光里 粉靑磁窯址)는 대한민국 강원특별자치도 강릉시 성산면에 있는 분청자요지이다. 1994년 9월 23일 강원특별자치도 기념물 제69호로 지정되었다.

## 개요
요지는 자기나 기와, 그릇들을 만들어 굽던 가마터를 말한다.
명주군 왕릉에서 서북쪽으로 약 1 km 떨어진 지점의 언덕지대로 산 기슭에서 아래쪽 계곡에 닿는 경사지의 중간지점에 있다. 강원도에서 발견된 가마터 중 유일한 분청사기 가마터로 『세종실록지리지』에는 “자기소는 보현촌의 서쪽부근에 1곳이 있다”라고 기록되어 있다. 수습된 분청사기와 청자조각들은 대접과 접시종류가 대부분이며, 그릇의 안쪽에 흑상감된 연당초문대접과 분청인화국화문접시, 분청인화연판문대접들과 약간의 백자조각들이 수습되었다. 수습된 도자기 조각의 문양을 보아 대체로 15세기 전반의 분청사기 가마로 추정된다.

## 같이 보기
- 청자

## 참고 자료
- 강릉 보광리 분청자요지 - 국가유산청 국가유산포털